# Anžej Dežan

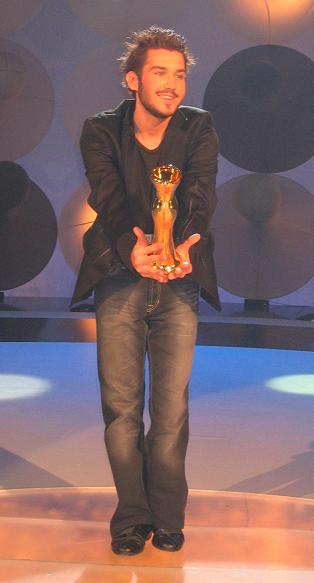
Anžej Dežan efter vinsten i EMA.

Anžej Dežan, född 17 juni 1987 i Celje, är en slovensk sångare.
Dežan påbörjade sin musikala karriär vid tio års ålder efter att ha vunnit tv-showen "Karaoke". Han blev känd då han kom tvåa i talangshowen Spet Doma år 2005. Etta blev Omar Naber, som fick representera Slovenien i Eurovision Song Contest i Kiev. Trots att Dežan kom på andra plats, fick han skivkontrakt och släppte sin första cd-skiva kallad C'est la Vie. Samma år var han även med i talangtävlingen "Melodije morja in sonca", vilken han vann.

## Eurovision Song Contest
2005 stod han i kören bakom Nuša Derenda i den slovenska uttagningen till Eurovision Song Contest, EMA. Han vann EMA 2006 med låten Plan B. Den översattes till engelska inför tävlingen i Aten och fick titeln Mr. Nobody. Bidraget kvalade i semifinalen och Dežan gick ut som nummer tre bland de 23 bidragen, men lyckades inte ta sig vidare till den stora finalen och slutade på 16:e plats.
2006 vann han juryns speciella pris vid en internationell tävling för franska chansoner i Split i Kroatien, där han framförde det franska Eurovisionbidraget Il faut du temps från 2002.

## Diskografi

### Album
- C'est la Vie

### Singlar
- C'est la Vie
- Vroče
- Plan B (Mr. Nobody)
- Kot Romeo in Julija